# Alatosessilispora
Alatosessilispora är ett släkte av svampar. Alatosessilispora ingår i divisionen sporsäcksvampar och riket svampar.